# Németh Dezső (katonatiszt)
Németh Dezső (Bethlen, 1913 – Budapest, 1949) hivatásos katonatiszt.
1949-ben ezredesi rangban kinevezték a moszkvai követség katonai attaséjának. Koncepciós vádak alapján ő is belekeveredett a Rajk-ügybe. Emiatt hazarendelték, és 1949. augusztus 6-án koholt vádak alapján letartóztatták. A katonai bíróság az elkülönített Pálffy-perben  október 10-én első, majd 21-én másodfokon is halálra ítélte, és ezek után kivégezték. 1955. november 30-án sor került a rehabilitálására. 1956. október 19-én a hasonlóképpen ártatlanul kivégzett Lőrincz Sándor ezredessel együtt újratemették.